# Bruno Braquehais
Bruno Braquehais (* 28. Januar 1823 in Dieppe; † 13. Februar 1875 in La Celle-Saint-Cloud) war ein früher französischer Fotograf, der zunächst als Colorist für Daguerreotypien tätig war. Nach der Heirat mit der Tochter des Fotografen Alexis Gouin übernahm er dessen Atelier 1864. Als Fotograf war er vermutlich in der Zeit zwischen 1850 und 1874 tätig. In dieser Zeit wird er im Almanach-Bottin erwähnt, einem Adressbuch für Handel und Industrie. Überliefert sind jedoch nur Aufnahmen vor 1855 und nach 1870.

## Werk
Architekturfotografie, Porträts und Akte (um 1854). Eine bemerkenswerte Aufnahmereihe ist seine etwa 100 Aufnahmen umfassende Serie über das Paris der Commune von 1871.

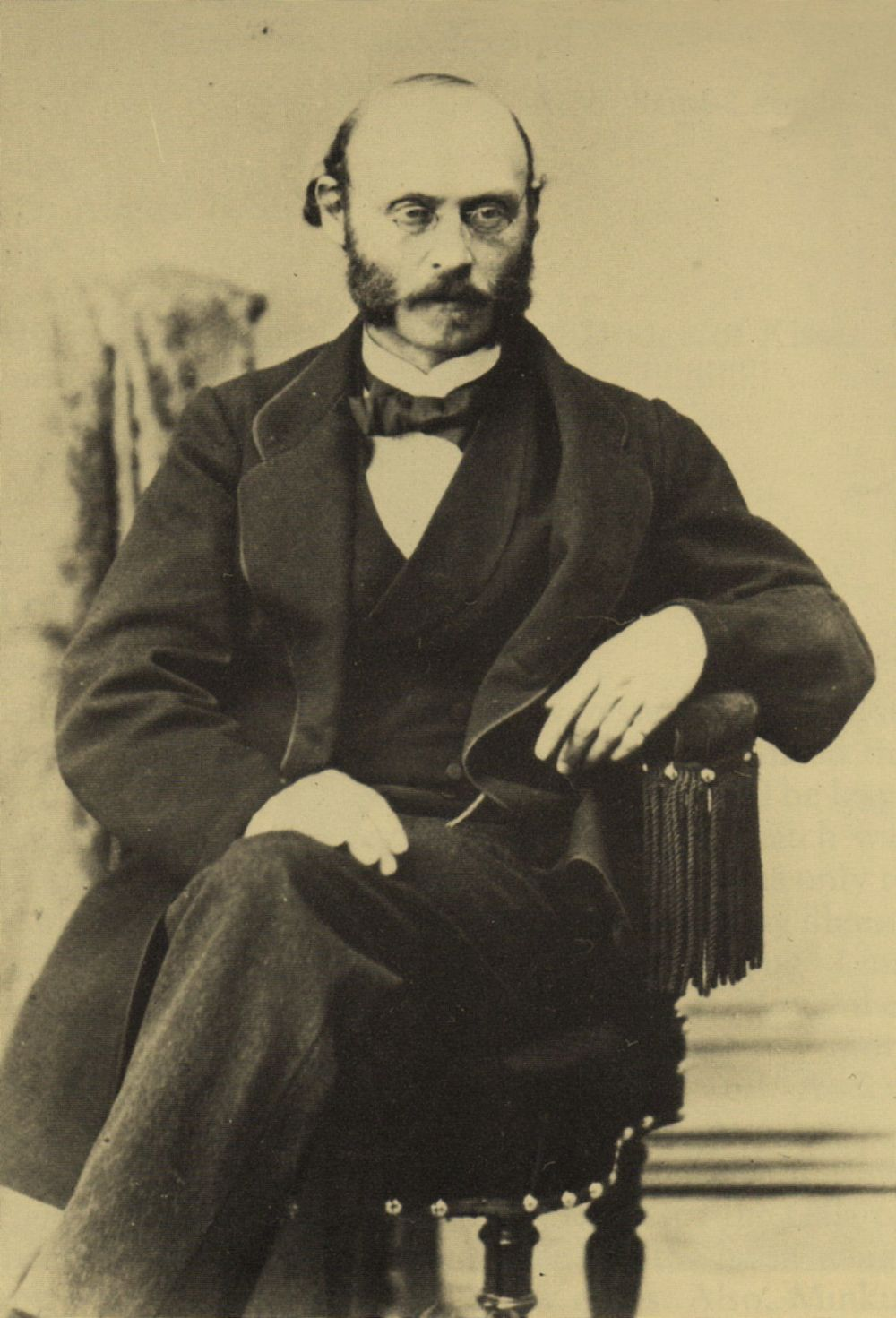
Ludwig Minkus, Paris ca. 1870
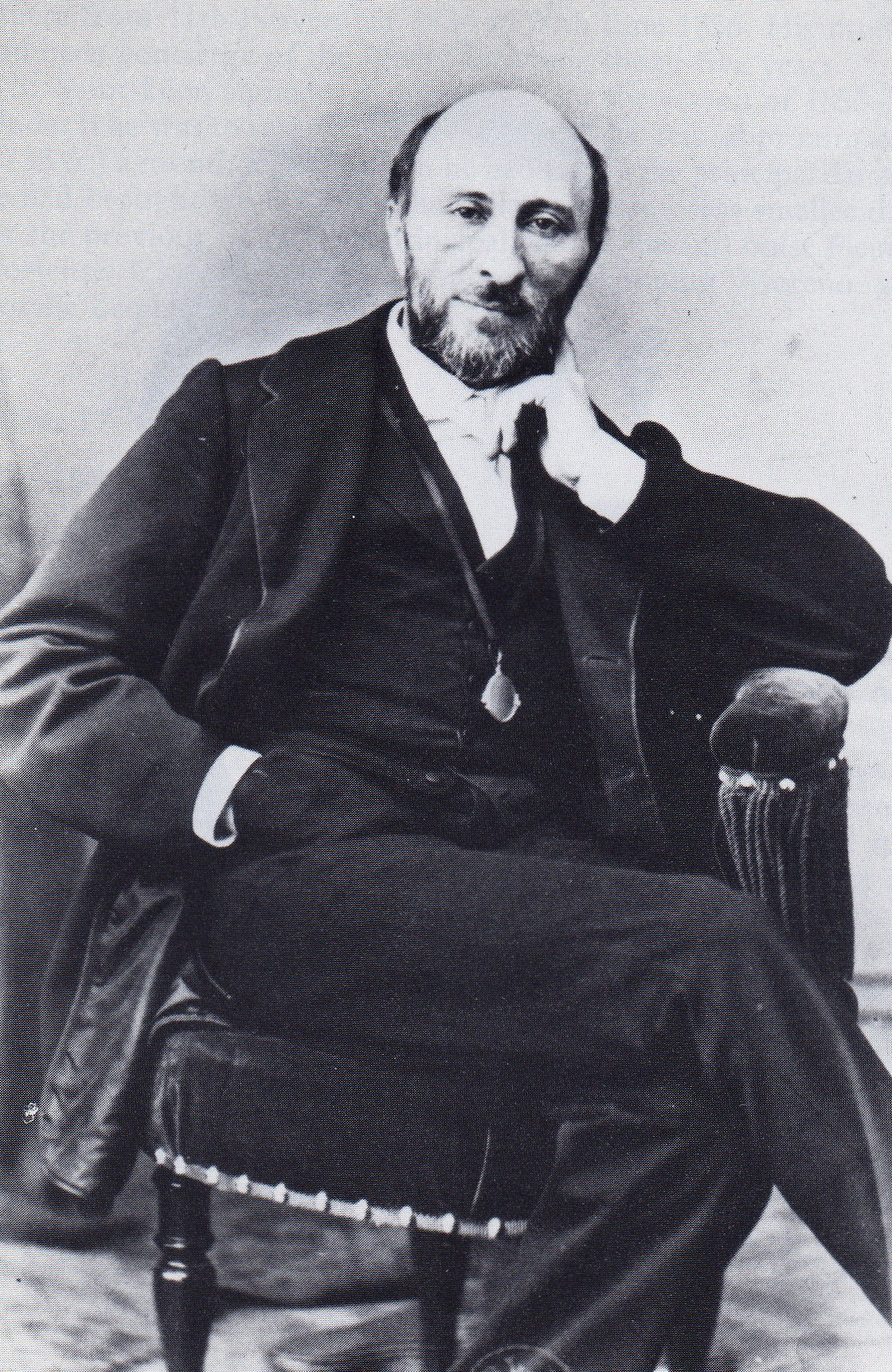
Arthur Saint-Léon
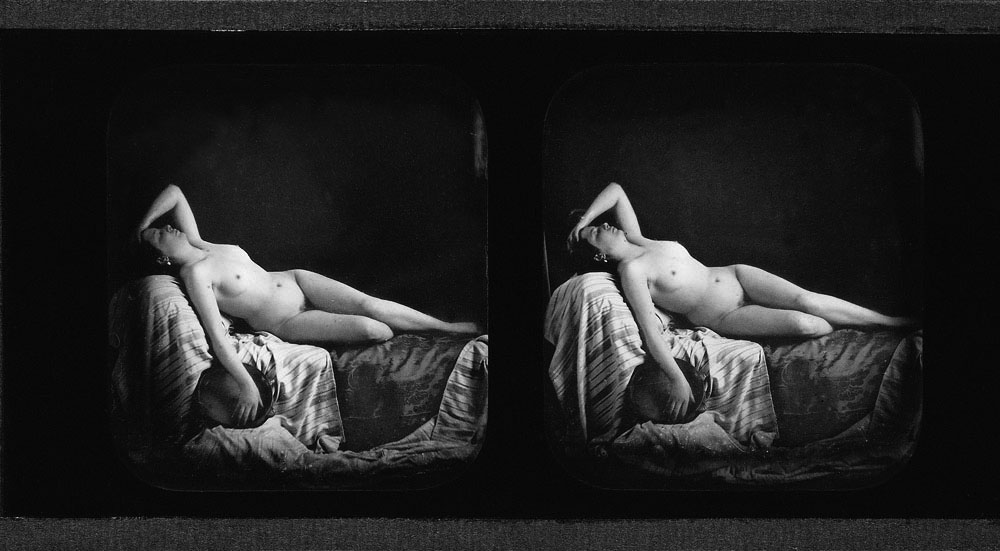
Bruno Braquehais, Stereodaguerreotypie
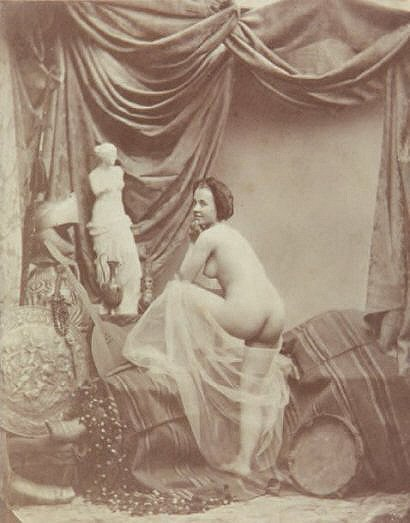
Aktstudie (Rückenakt)
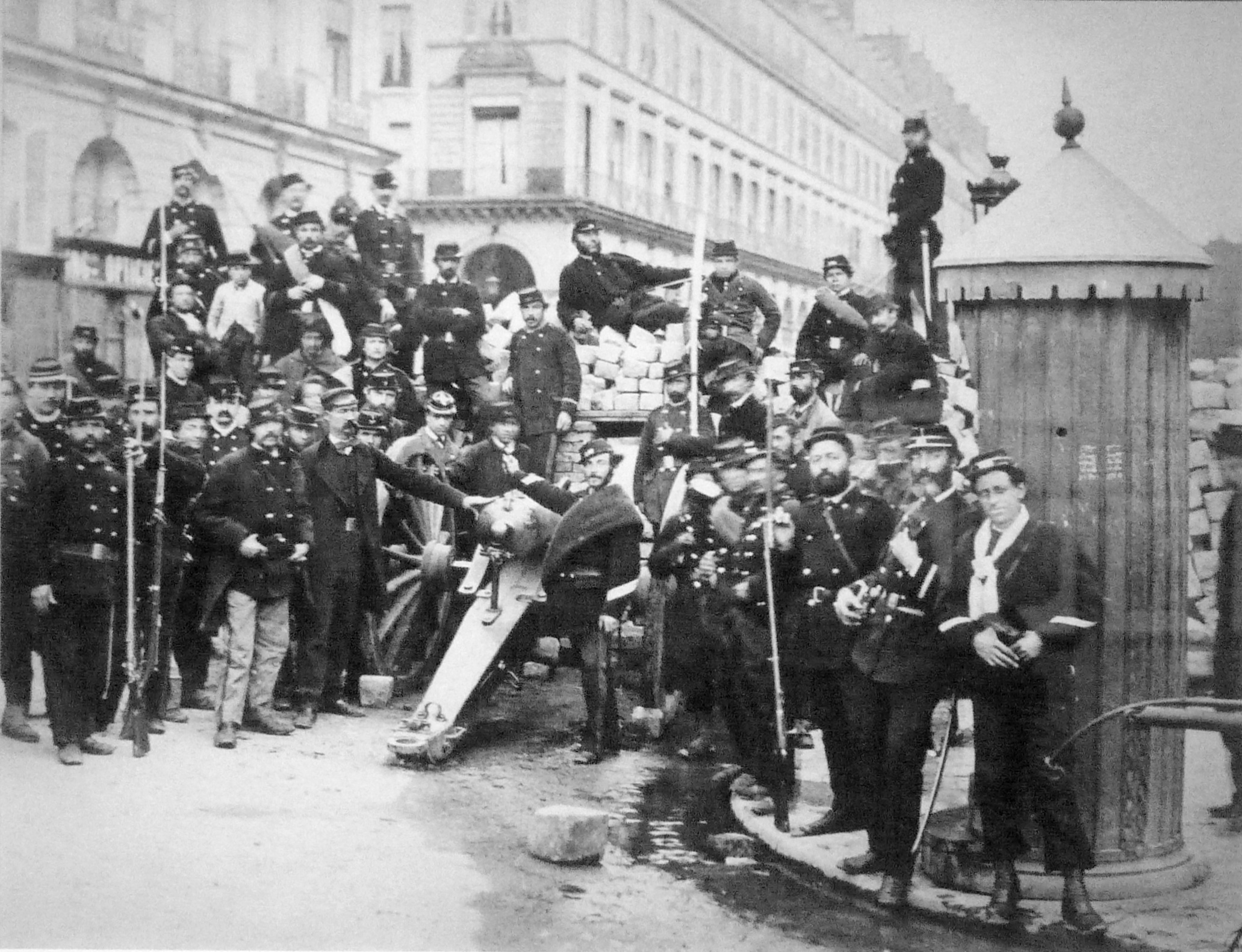
Pariser Kommune 1871, Barrikade in der Rue de Castiglione
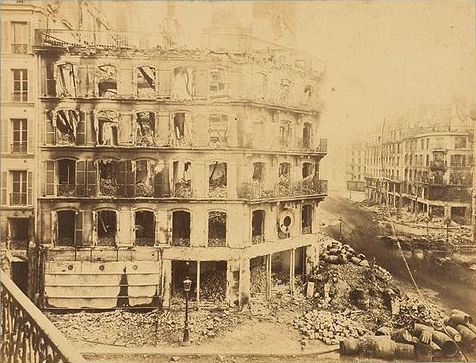
Straßenecke Rue Saint-Martin und Rue de Rivoli.
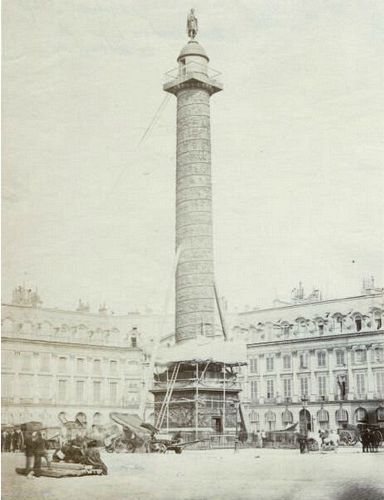
Die Pariser Vendôme-Säule vor ihrem Sturz.
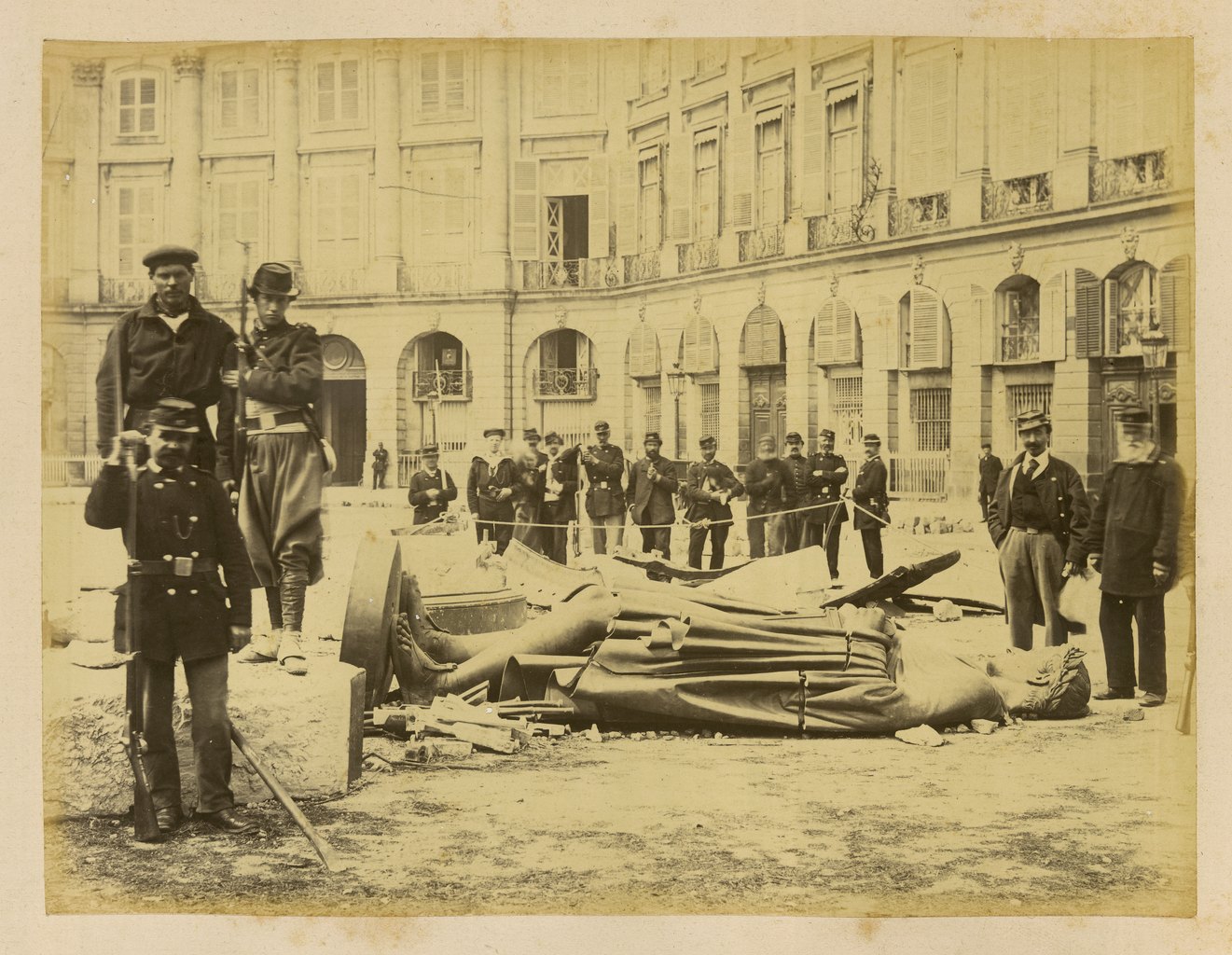
Statue von Napoléon I. nach dem Sturz der Vendôme-Säule, Paris 1871
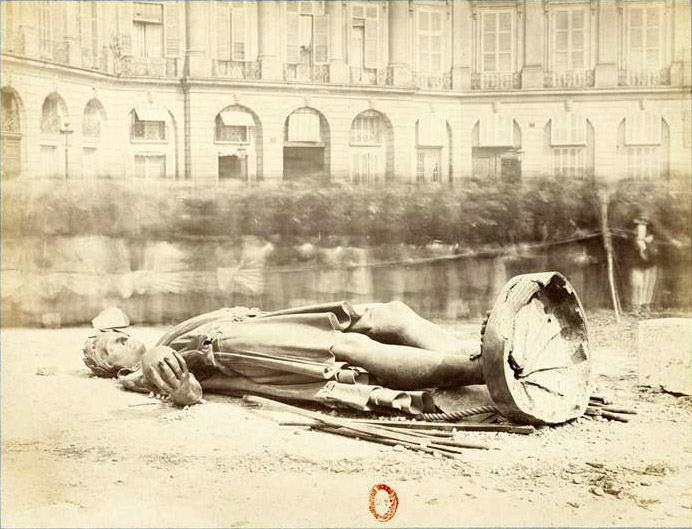
Statue nach dem Sturz der Vendôme-Säule, Paris 1871